# Eustrácio de Niceia
Eustrácio de Niceia (em grego: Εὐστράτιος; romaniz.: Eústratios; c. 1050/1060 - ca. 1120) foi um metropolita de Niceia do começo do século XII. Ele escreveu comentários sobre os livros aristotélicos Analíticos Posteriores e Ética a Nicômaco.
Eustrácio foi pupilo de João Ítalo, porém deliberadamente se dissociou dele após o último ser condenado em torno de 1082 como heresiarca. Poucos anos depois ao julgamento de Ítalo, escreveu um diálogo e tratado sobre o uso de ícones direcionado contra Leão da Calcedônia, que havia acusado o imperador Aleixo I Comneno (r. 1081–1118) de sacrilégio e iconoclastia pela maneira em que ele havia retirado das igrejas o ouro usado em suas guerras. Por conta disso, Eustrácio ganhou a amizade do imperador, e assim provavelmente foi ajudado por ele para tornar-se metropolita de Niceia. Ana Comnena disse que Eustrácio teria sido sábio em assuntos mundanos e religiosos e especialmente especialista no argumento. No entanto foi condenado como heresiarca no Sínodo de Constantinopla de 1117, apesar da defesa do patriarca João IX.